# Callistethus mindanaoensis
Callistethus mindanaoensis är en skalbaggsart som beskrevs av Yuiti Wada 2002. Callistethus mindanaoensis ingår i släktet Callistethus och familjen Rutelidae. Inga underarter finns listade.